# Марьино (Одинцовский район)
Ма́рьино — деревня в составе сельского поселения Захаровское Одинцовского района Московской области России. Население — 86 чел. (2010). В деревне числятся 1 улица и 1 садоводческое товарищество. До 2006 года Марьино входило в состав Введенского сельского округа.

## География
Деревня расположена на западе района, в 3 км юго-восточнее Звенигорода, на правом берегу малой реки Халявы, высота центра над уровнем моря 173 м.
Около деревни, на правом берегу Халявки, есть каптированный родник.

## История
Впервые в исторических документах упоминается в 1624 году как пустошь Варгановская, Марьино тож, на речке Холявке, впоследствии была заселена и стала деревней. По описанию 1678 года в Марьино 12 дворов и 54 жителя, в 1705 году — 11 дворов, по Экономическим примечаниям 1800 года 13 дворов, 72 души мужского и 59 женского пола. На 1852 год в деревне числилось 19 дворов, 73 мужчины и 90 женщин, в 1890 году — 150 человек. По Всесоюзной переписи 17 декабря 1926 года числилось 39 хозяйств и 186 жителей, по переписи 1989 года — 47 хозяйств и 108 жителей.

## Галерея

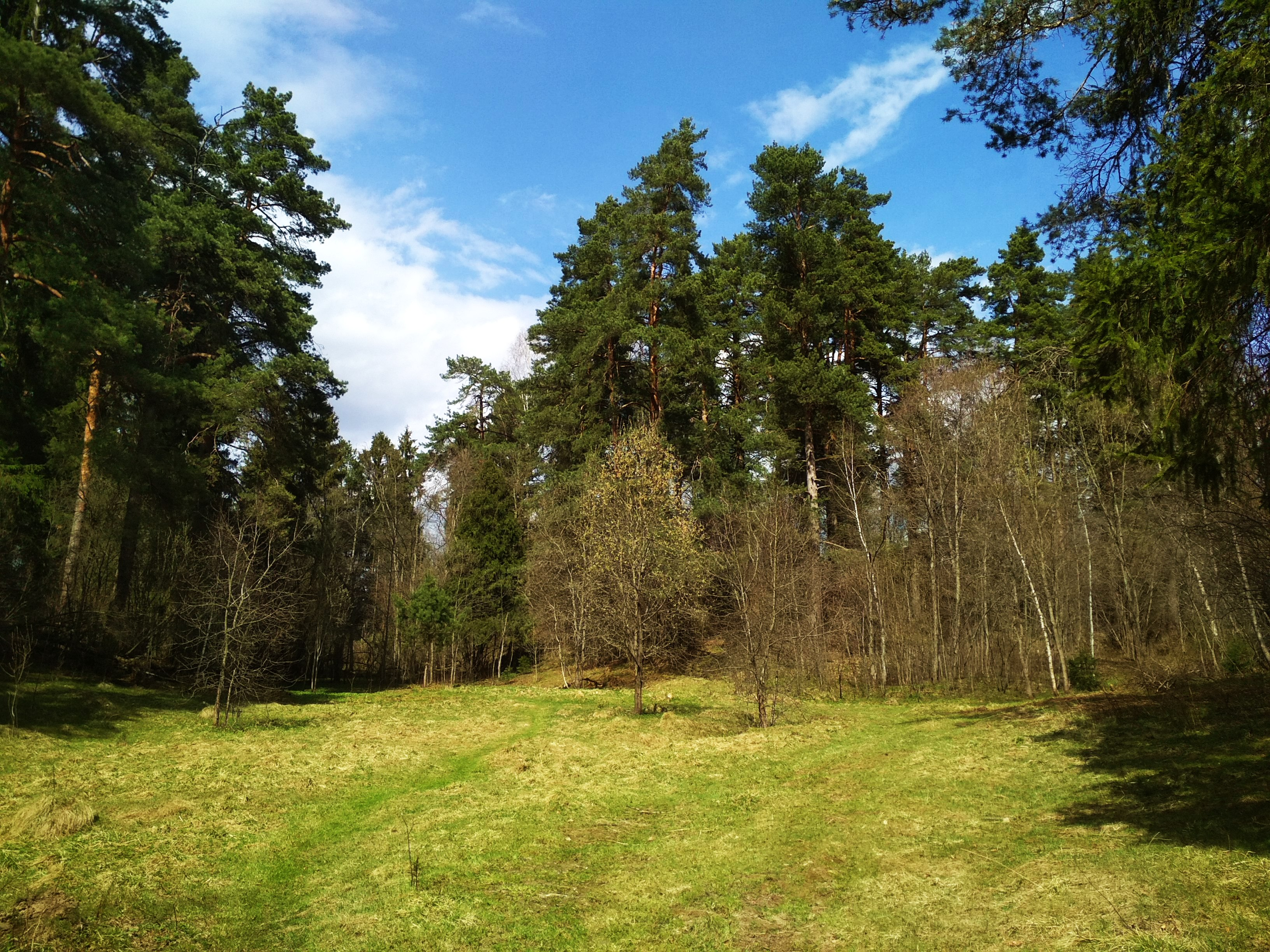
Марьинские «бугорки». Возвышенности, разделённые сухими балками (видимо, ледникового происхождения). Прямо Первый бугорок, слева Второй бугорок, справа Витькин бугорок
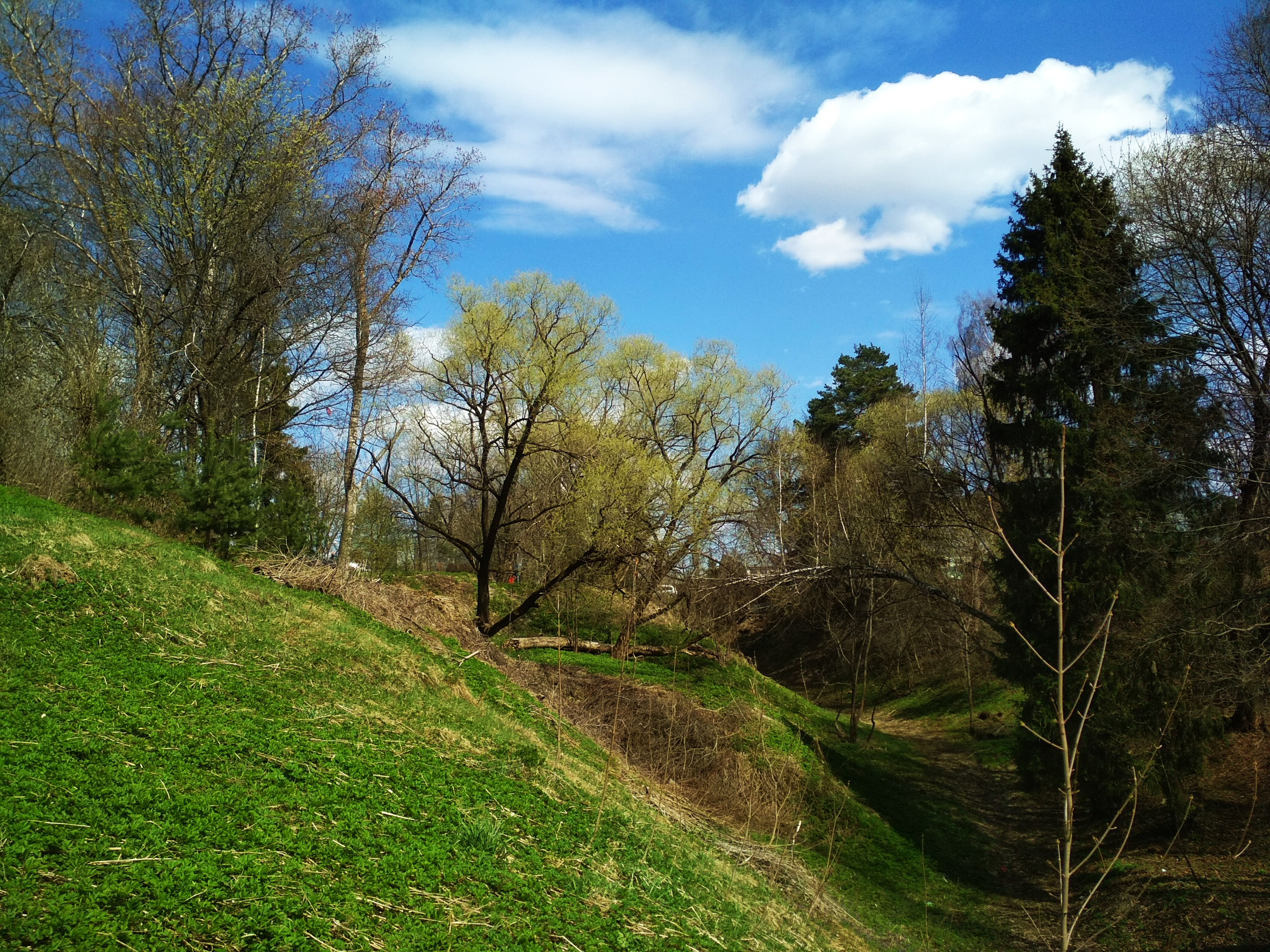
Овраг, начинающийся примерно в центре деревни и разделяющий её на две части. В начале оврага стоял стол с лавочками, за которым местные подростки играли в настольные игры
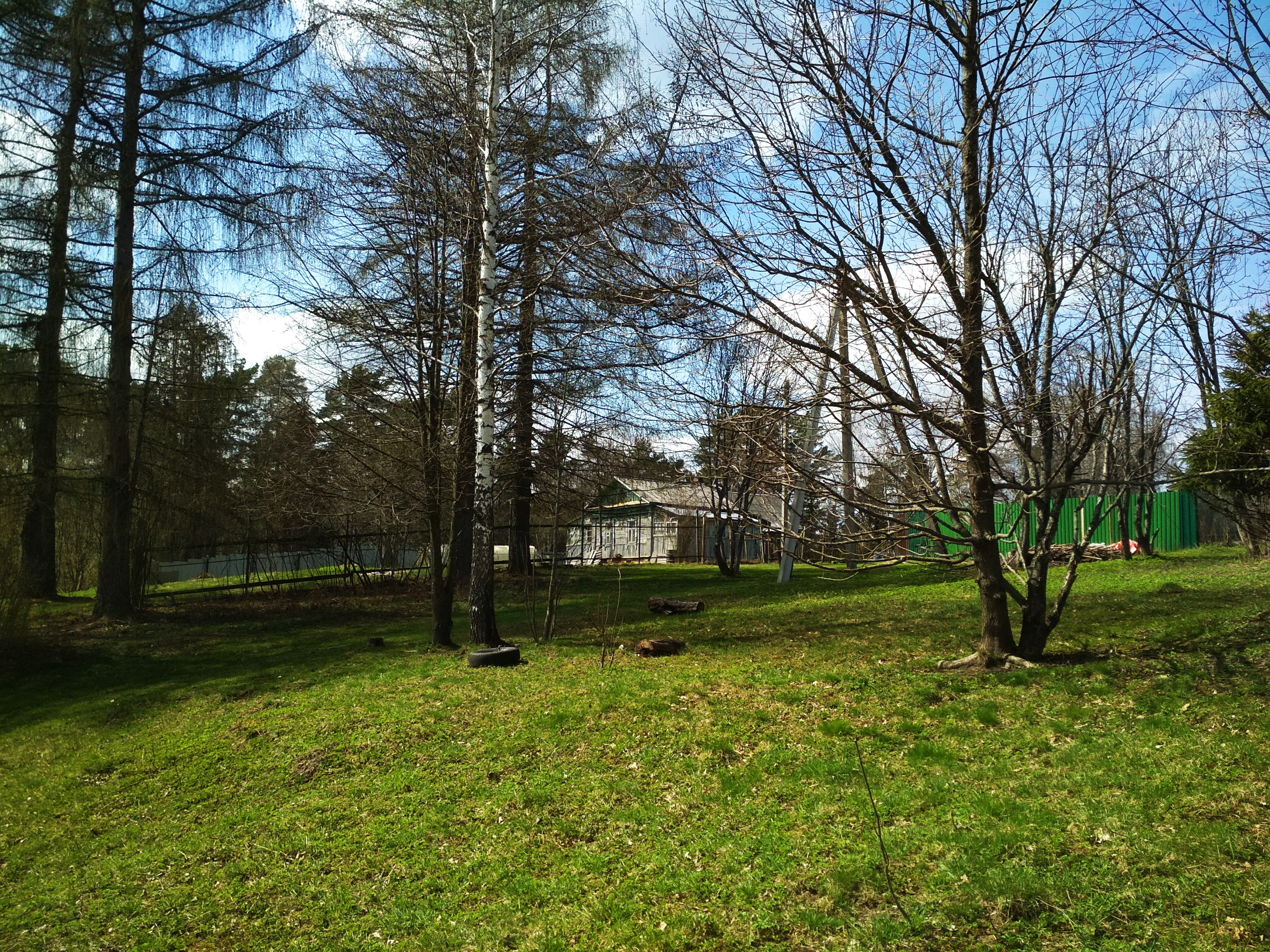
Последний дом по центральной улице (к северу от оврага). Местное название — гора Максимка. Под горой — река Халявка
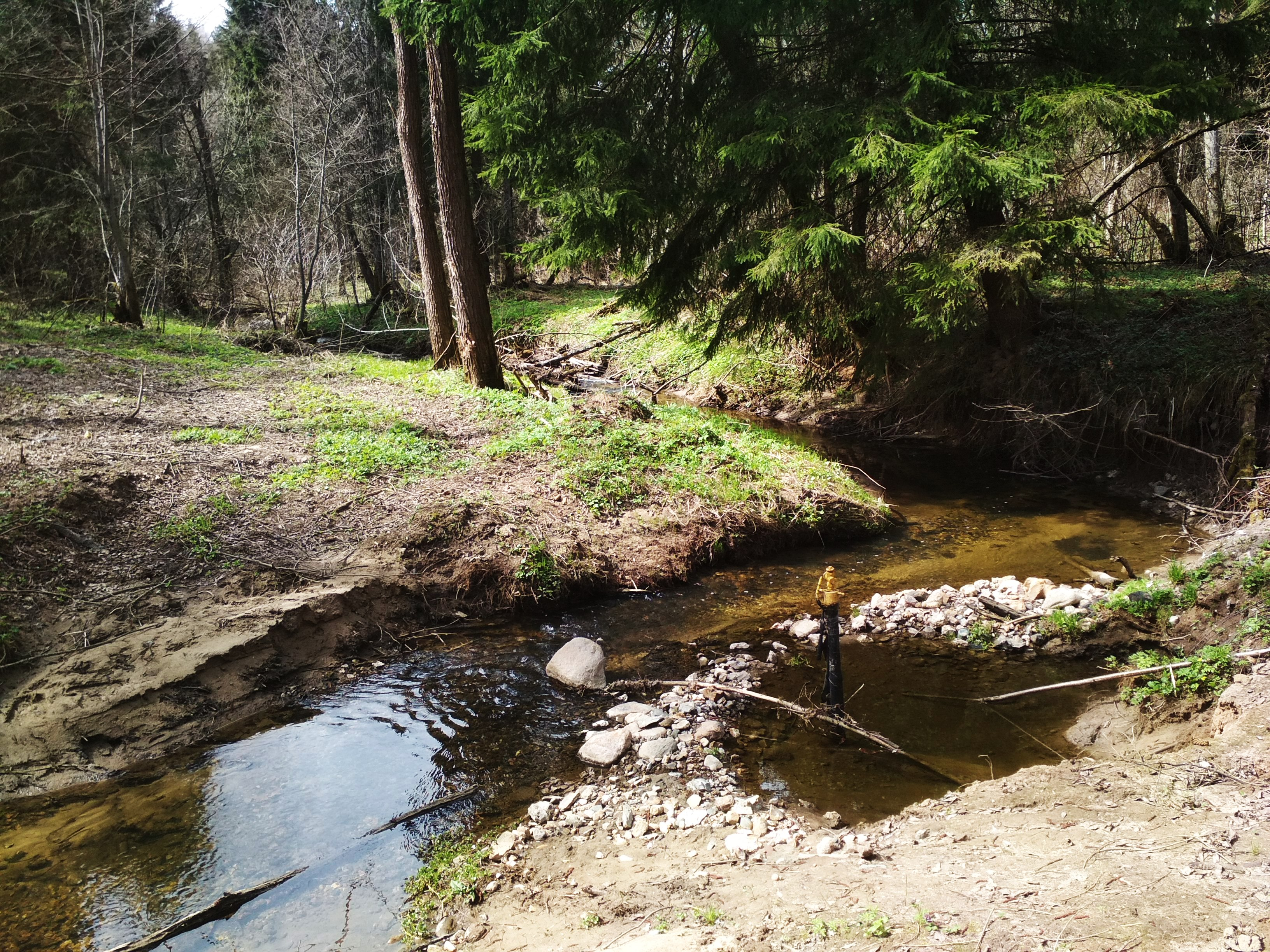
Река Халявка. Ранее именно в этом месте был пешеходный мост через реку, ведущий в сторону станции Звенигород — основной путь, по которому жители добирались до деревни. После 1990 года тропа была заброшена
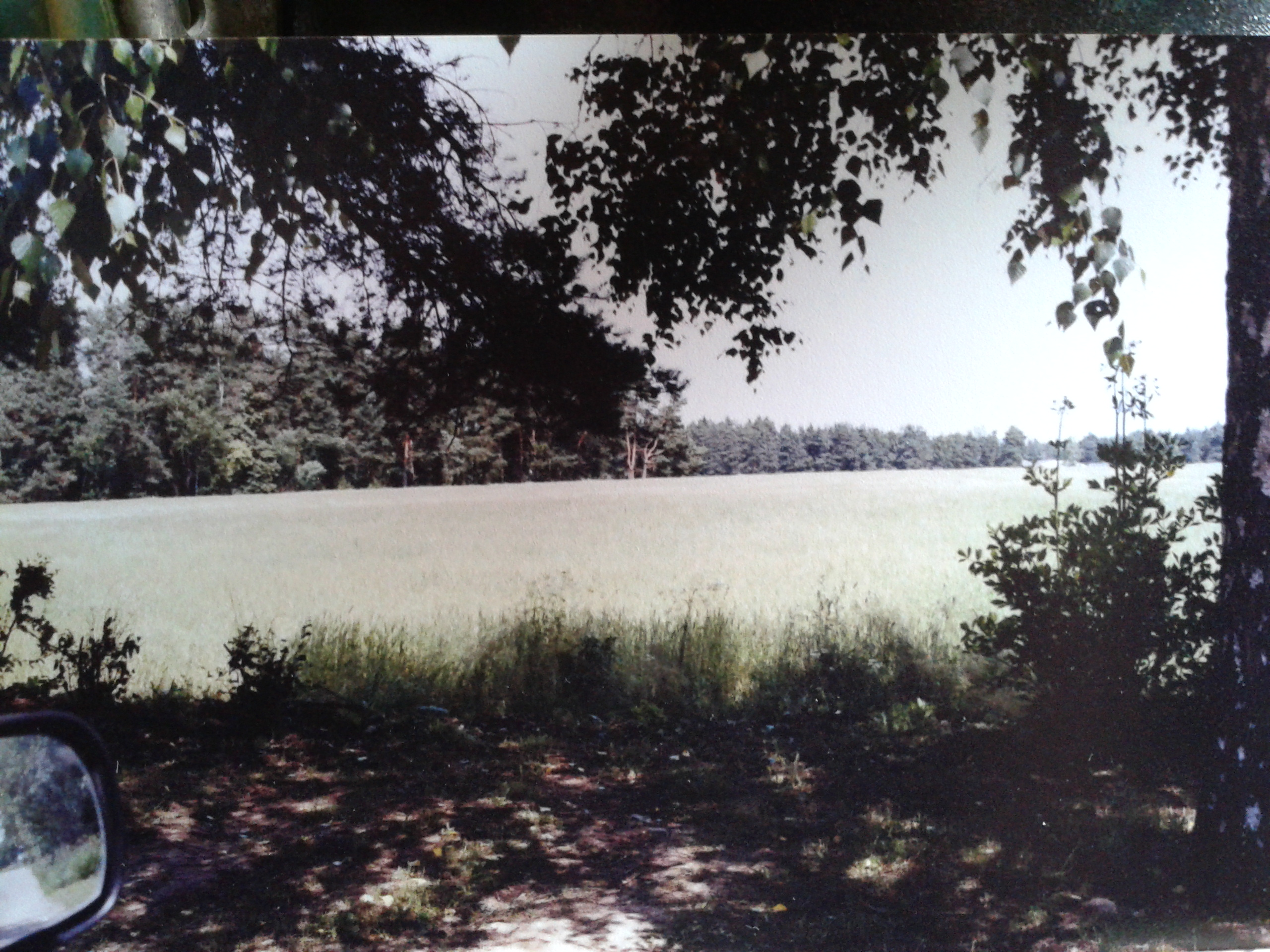
Восточный край деревни, вид в сторону посёлка Поречье и деревни Сальково

## Население
| 2002 | 2006 | 2010 |
| ---- | ---- | ---- |
| 71   | →71  | ↗86  |